# Leea amabilis
Leea amabilis là một loài thực vật hai lá mầm trong họ Nho. Loài này được Veitch ex Mast. miêu tả khoa học đầu tiên năm 1882.